# Real Alternative
Real Alternative — пакет кодеков, созданный для воспроизведения файлов RealMedia в операционной системе Microsoft Windows без установки проигрывателя Realplayer. Этот пакет может использоваться с любым медиапроигрывателем, оборудованным встроенным фильтром DirectShow, например Media Player Classic, что входит в состав пакета. Пакет Real Alternative был разработан и поддерживается командой разработчиков KL Software используя видеофильтр с открытым кодом Real Media Splitter и кодеки Real Media.

## Легальность
Согласно Карлу Лиллволду (Karl Lillevold) из RealNetworks, KL Software перепаковали защищённые авторским правом DLL и распространяют их без разрешения, что делает этот пакет нелегальным. Никаких претензий к KL Software со стороны RealNetworks  не последовало.

## Ограничения
Real Alternative до последнего времени не включал в себя некоторые функции RealPlayer’а, поэтому некоторые файлы (напр. .smi и .smil) воспроизводились некорректно. Real Time Streaming Protocol не работал с DirectShow-медиаплеерами (за исключением Media Player Classic и MPC Home Cinema). В последних версиях проблемы совместимости были разрешены.